# Számbárszarvasok
A számbárszarvasok (Rusa) az emlősök (Mammalia) osztályának párosujjú patások (Artiodactyla) rendjébe, ezen belül a szarvasfélék (Cervidae) családjába és a szarvasformák (Cervinae) alcsaládjába tartozó nem.

## Tudnivalók
Korábban a Rusa nemet a Przewalskium és a Rucervus nemekkel együtt a Cervus nembe sorolták, mint alnemek. Manapság külön - külön nemeket alkotnak. Azonban a genetikai kutatások azt mutatják, hogy a Cervus-ok közül való kivonásuk elhamarkodott volt, és e nembeli fajok, a közeljövőben visszasorolhatók a korábbi nemükbe.
A számbárszarvasok Dél- és Délkelet-Ázsiában találhatók meg. Trópusi fajok. Az eredeti elterjedési területeiken, az élőhely elvesztés és a vadászat miatt, fenyegetett fajoknak számítanak; de mivel közül három fajt is betelepítettek más földrészekre e szarvasnem fennmaradása, mint állatcsoport egyelőre biztosított.

## Rendszerezése
A nembe az alábbi 4 élő faj tartozik:
- Alfréd-szarvas (Rusa alfredi) (Sclater, 1870)[2]
- Fülöp-szigeteki számbárszarvas (Rusa marianna) (Desmarest, 1822)[3]
- sörényes szarvas (Rusa timorensis) (de Blainville, 1822)[4]
- számbárszarvas (Rusa unicolor) (Kerr, 1792)[5] - típusfaj

## Képek

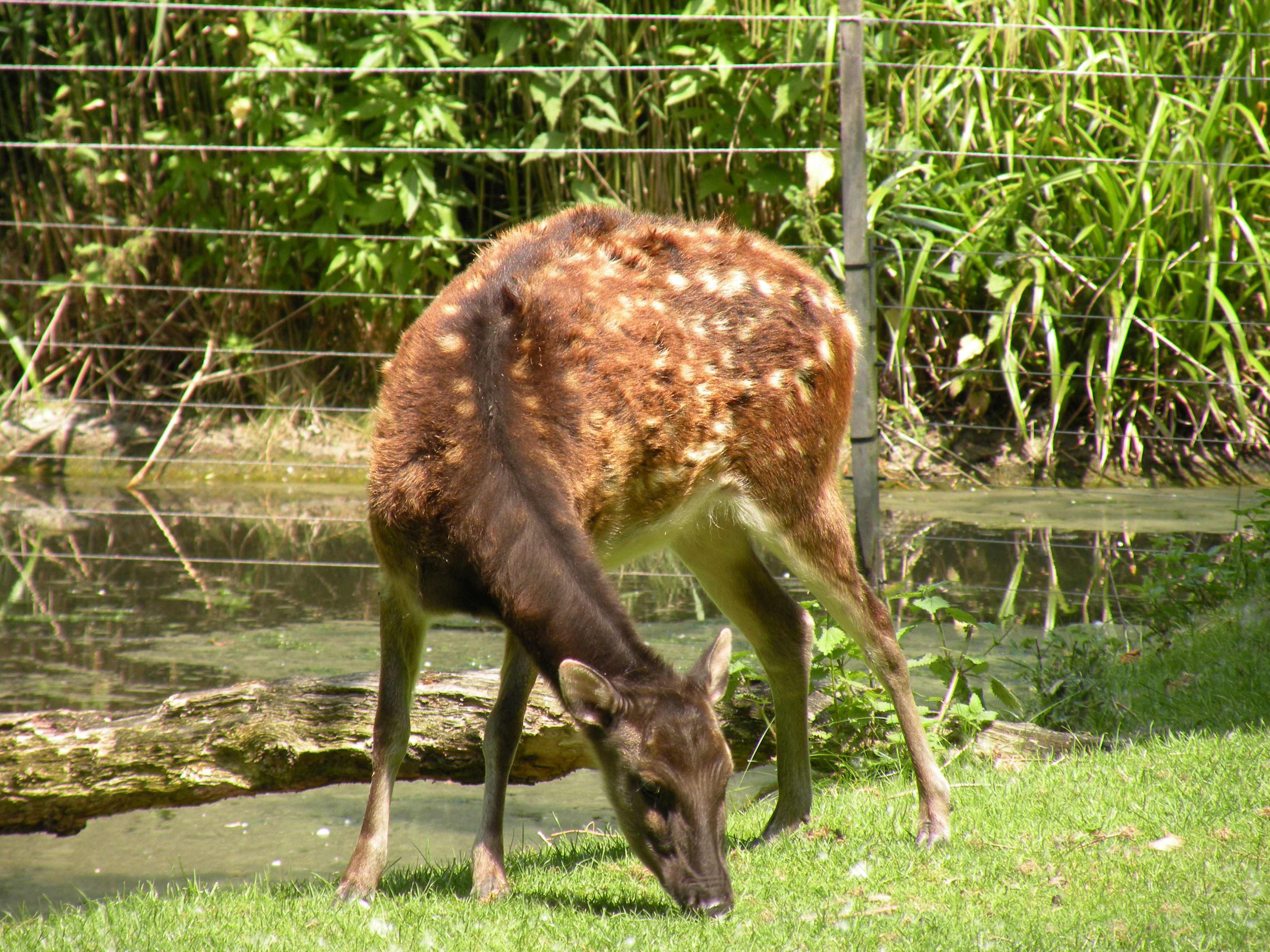
Alfréd-szarvas suta
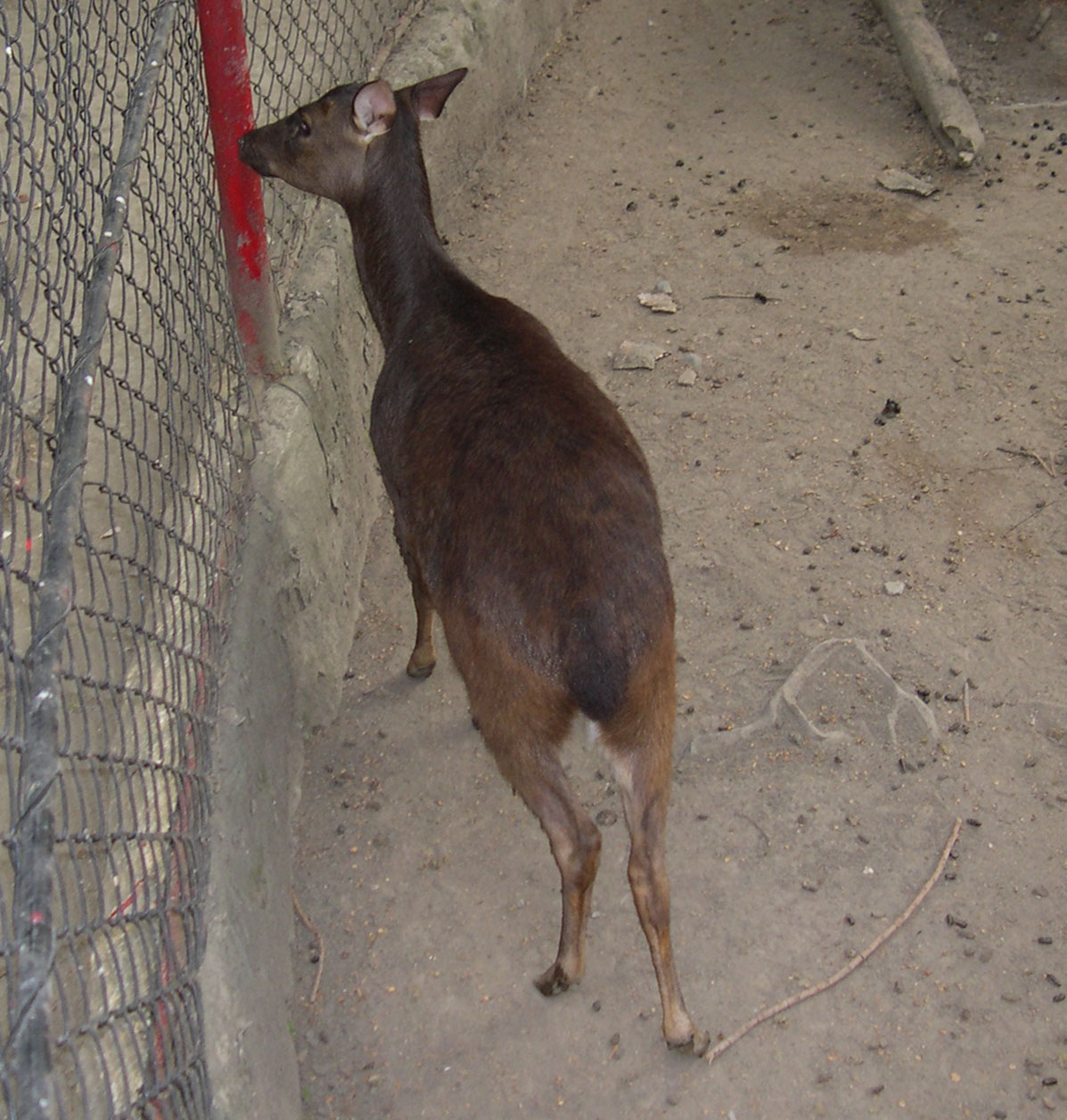
Fülöp-szigeteki számbárszarvas
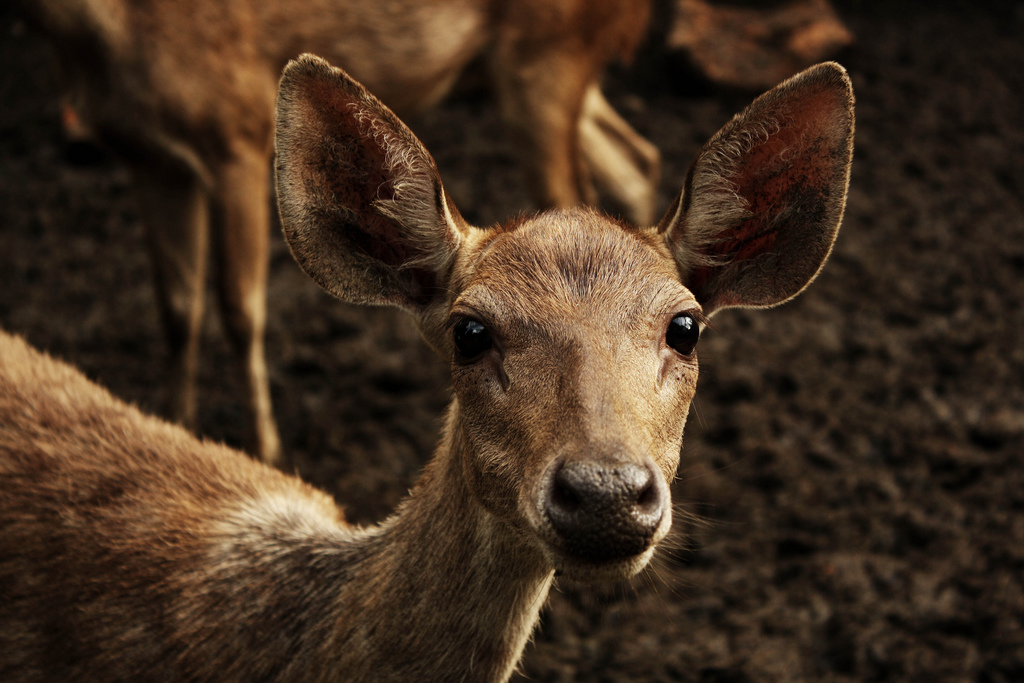
Sörényes szarvas suta feje közelről

### Fordítás
- Ez a szócikk részben vagy egészben  a   Rusa (genus) című angol Wikipédia-szócikk ezen változatának fordításán alapul.  Az eredeti cikk szerkesztőit annak laptörténete sorolja fel. Ez a jelzés csupán a megfogalmazás eredetét és a szerzői jogokat jelzi, nem szolgál a cikkben szereplő információk forrásmegjelöléseként.